# Cattedrale di St David's
La cattedrale di San Davide (in inglese: St. David's Cathedral; in gallese: Eglwys Gadeiriol Tyddewi) si trova nella città di St David's, nel Pembrokeshire, in Galles, ed è la chiesa principale della diocesi anglicana di St David's (ossia l'antica diocesi di Saint David's dopo la Riforma in Inghilterra).
È una delle cattedrali più antiche del paese: infatti, fu fondata nel VI secolo da San David come monastero sul fiume Alun, presso Glyn Rhosyn ("valle delle rose"). 

## Storia
Il monastero soffrì a lungo le scorrerie dei vichinghi e dal 1081 ospitò le reliquie del santo fondatore, qui trasportate dal re Guglielmo il Conquistatore.
Nel 1365 il vescovo iniziò la costruzione del St Mary's College.